# Diasemia crocobapta
Diasemia crocobapta là một loài bướm đêm trong họ Crambidae.